# Regierung Palme II

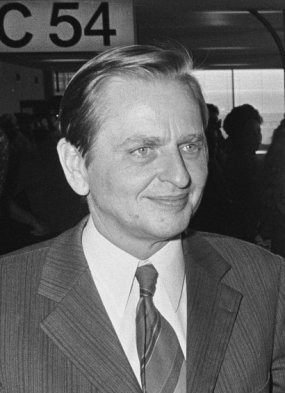
Olof Palme 1974

Die Regierung Palme II wurde in Schweden am 8. Oktober 1982 durch Ministerpräsident Olof Palme von der Schwedischen Sozialdemokratischen Arbeiterpartei SAP (Sveriges socialdemokratiska arbetareparti) gebildet und löste die Regierung Fälldin III ab. Sie blieb bis zur Ermordung Palmes am 28. Februar 1986 im Amt. Danach übernahm Ingvar Carlsson bis zum 13. März 1986 kommissarisch das Amt des Ministerpräsidenten und bildete daraufhin die Regierung Carlsson I. Palmes SAP gewann zuvor die Wahlen zum Schwedischen Reichstag am 19. September 1982 sowie die Wahl vom 15. September 1985.

## Minister
Dem Kabinett gehörten folgende Minister an:
| Amt                                              | Name                                           | Partei | Beginn der Amtszeit                              | Ende der Amtszeit                               |
| ------------------------------------------------ | ---------------------------------------------- | ------ | ------------------------------------------------ | ----------------------------------------------- |
| Ministerpräsident                                | Olof Palme Ingvar Carlsson (kommissarisch)     | SAP    | 8. Oktober 1982 1. März 1986                     | 28. Februar 1986 12. März 1986                  |
| Koordinierungsminister                           | Ingvar Carlsson                                | SAP    | 8. Oktober 1982                                  | 13. März 1986                                   |
| Außenminister                                    | Lennart Bodström Sten Andersson                | SAP    | 8. Oktober 1982 17. Oktober 1985                 | 16. Oktober 1985 13. März 1986                  |
| Justizminister                                   | Ove Rainer Sten Wickbom                        | SAP    | 8. Oktober 1982 10. November 1983                | 10. November 1983 13. März 1986                 |
| Verteidigungsminister                            | Börje Andersson Anders Thunborg Roine Carlsson | SAP    | 8. Oktober 1982 17. Januar 1983 18. Oktober 1985 | 1. Dezember 1982 17. Oktober 1985 13. März 1986 |
| Sozialminister                                   | Sten Andersson Gertrud Sigurdsen               | SAP    | 8. Oktober 1982 17. Oktober 1985                 | 16. Oktober 1985 13. März 1986                  |
| Kommunikationsminister                           | Curt Boström Roine Carlsson Sven Hulterström   | SAP    | 8. Oktober 1982 1. Juli 1985 18. Oktober 1985    | 30. Juni 1985 18. Oktober 1985 13. März 1986    |
| Finanzminister                                   | Kjell-Olof Feldt                               | SAP    | 8. Oktober 1982                                  | 13. März 1986                                   |
| Bildungsminister                                 | Lena Hjelm-Wallén Lennart Bodström             | SAP    | 8. Oktober 1982 17. Oktober 1985                 | 16. Oktober 1985 13. März 1986                  |
| Landwirtschaftsminister                          | Svante Lundkvist                               | SAP    | 8. Oktober 1982                                  | 13. März 1986                                   |
| Ministerin für den Arbeitsmarkt                  | Anna-Greta Leijon                              | SAP    | 8. Oktober 1982                                  | 13. März 1986                                   |
| Wohnungsbauminister                              | Hans Gustafsson                                | SAP    | 8. Oktober 1982                                  | 13. März 1986                                   |
| Industrieminister                                | Thage G. Peterson                              | SAP    | 8. Oktober 1982                                  | 13. März 1986                                   |
| Zivilminister                                    | Bo Holmberg                                    | SAP    | 8. Oktober 1982                                  | 13. März 1986                                   |
| Energieministerin                                | Birgitta Dahl                                  | SAP    | 8. Oktober 1982                                  | 13. März 1986                                   |
| Stellvertretender Sozialminister                 | Gertrud Sigurdsen Bengt Lindqvist              | SAP    | 8. Oktober 1982 21. Oktober 1985                 | 16. Oktober 1985 13. März 1986                  |
| Stellvertretender Bildungsminister               | Bengt Göransson                                | SAP    | 8. Oktober 1982                                  | 13. März 1986                                   |
| Stellvertretende Ministerin für den Arbeitsmarkt | Anita Gradin                                   | SAP    | 8. Oktober 1982                                  | 13. März 1986                                   |
| Stellvertretender Industrieminister              | Roine Carlsson                                 | SAP    | 8. Oktober 1982                                  | 30. Juni 1985                                   |
| Stellvertretender Außenminister                  | Mats Hellström                                 | SAP    | 1. Januar 1983                                   | 13. März 1986                                   |
| Stellvertretender Finanzminister                 | Bengt K. Å. Johansson                          | SAP    | 15. Oktober 1985                                 | 13. März 1986                                   |
| Stellvertretende Außenministerin                 | Lena Hjelm-Wallén                              | SAP    | 17. Oktober 1985                                 | 13. März 1986                                   |